# Loxogramme saziran
Loxogramme saziran är en stensöteväxtart som beskrevs av Tag. och Michael Greene Price. Loxogramme saziran ingår i släktet Loxogramme och familjen Polypodiaceae. Inga underarter finns listade.